# Бад-Зальцшлірф
Бад-Зальцшлірф (нім. Bad Salzschlirf) — сільська громада в Німеччині, знаходиться в землі Гессен. Підпорядковується адміністративному округу Кассель. Входить до складу району Фульда.
Площа — 13,04 км2. Населення становить 3501 ос. (станом на 31 грудня 2020).